# لوري باول
لوري باول (بالإنجليزية: Laurie Paul)‏ هو لاعب كرة قدم أسترالية أسترالي، ولد في 11 يناير 1881 في St Kilda, Victoria ‏ في أستراليا، وتوفي في 23 فبراير 1957 في Bundoora ‏ في أستراليا.

## وصلات خارجية
- لوري باول على موقع AustralianFootball.com (الإنجليزية)
- لوري باول على موقع AFLtables.com (الإنجليزية)